# 長野県道405号川中島停車場線
長野県道405号川中島停車場線（ながのけんどう405ごう かわなかじまていしゃじょうせん）は、長野県長野市を走る一般県道。

## 概要
川中島町と安茂里地区とを、小市橋（後述）を経て結ぶ路線である。
川中島駅から犀川に沿って西に進んできた長野県道381号小松原川中島停車場線と小市橋南交差点で分かれ、北に向きを変え小市橋で犀川を渡る。小市橋北詰で東へ折れ、北を走る国道19号に並行して団地の中を進む。1km 強進んで信越本線の線路に近づいてきた辺りで再び北に進路を変え、国道19号に合流して終点となる。
国道19号に並行する安茂里小市三丁目から一丁目までの区間は、長野市の都市計画において現在の国道19号のバイパスの一部とする計画になっている。

### 路線データ
- 起点：長野市川中島町上氷鉋（信越本線川中島駅）
- 終点：長野市安茂里小市一丁目（小市交差点＝国道19号交点）
- 延長：2.06km

### 主要構造物
- 小市橋（こいちばし＝長野市川中島町四ツ屋 - 安茂里小市三丁目）
  - 全長：302.9 m
  - 幅員：
  - 位置：
  - 標高：
  - 構造：アーチトラス橋

犀川に架かる橋梁。1966年（昭和41年）12月21日に開通。この場所は、1611年（慶長16年）に丹波島の渡しが北国街道の犀川渡河として定められるまで、小市の渡しとして市村の渡し（現在の長野赤十字病院付近）とともに北国の交通を担ってきた重要な渡し（舟渡し）であった。その後、吊り橋や木橋が架けられたのち、現在の永久橋となっている。築40年を越え老朽化が進んでおり、大型車が通るとやや揺れる。

## 重複区間
- 長野県道381号小松原川中島停車場線（小市橋南交差点・川中島駅前間）

## 通過する自治体
- 長野市

## 交差・接続する道路
- 川中島駅（長野市川中島町上氷鉋＝起点）
  - 長野県道380号関崎川中島停車場線
  - 長野県道381号小松原川中島停車場線 - ※重複区間ここから
- 四ツ屋交差点（長野市川中島町四ツ屋）
  - 農免道路
- 小市橋南交差点（長野市川中島町四ツ屋）
  - 長野県道381号小松原川中島停車場線 - ※重複区間ここまで
- 小市交差点（長野市安茂里小市一丁目＝終点）
  - 国道19号（西街道）

## 周辺
- 川中島駅
- 長野市営小市南団地